# Pthreads
Pthreads je v informační technologii POSIXový standard pro vlákno (thread). Standard, POSIX.1c, Threads rozšíření (IEEE Std 1003.1c-1995), definuje API pro vytváření a manipulaci s vlákny.
Implementace API je možná na mnohých Unix-like operačních systémech podporujících POSIX jako např. FreeBSD, NetBSD, OpenBSD, GNU/Linux (projekt NPTL), Mac OS X, Solaris, DR-DOS a implementace pro Microsoft Windows také existuje za použití podsystému SFU/SUA, který poskytuje nativní implementaci několika POSIX API, popř. také při využití balíčků třetí strany pthreads-w32, který implementuje pthreads na vrcholu stávajících Windows API.

## Obsah
Pthreads definuje několik datových typů, funkcí a konstant pro programovací jazyk C. K použití vláken v programu je nutné připojit hlavičkový soubor pthread.h Archivováno 16. 8. 2008 na Wayback Machine.. Implementace vláken se nachází v knihovně libpthread.
Existuje něco kolem 100 Pthread procedur, všechny s prefixem "pthread_" a mohou být rozděleny do čtyř skupin:
- Manipulace s vlákny – vytváření, spojování, atd.
- Mutexy
- Podmínkové proměnné
- Synchronizace mezi vlákny za použití čtecích/zapisovacích zámků a bariér

POSIXové semaforové API pracuje s POSIX vlákny, ale není částí standardů pro práci s vlákny, které byly definovány ve standardu POSIX.1b, real-time rozšíření (IEEE Std 1003.1b-1993). Proto mají semaforové procedury prefix "sem_" a ne "pthread_".

## Příklad
Příklad ukazující použití Pthreads v jazyce C:
```
#include
 
<pthread.h>

#include
 
<stdio.h>

#include
 
<stdlib.h>

#include
 
<assert.h>

 

#define NUM_THREADS 5

 

void
 
*
TaskCode
(
void
 
*
argument
)

{

   
int
 
tid
;

 

   
tid
 
=
 
*
((
int
 
*
)
 
argument
);

   
printf
(
"Ahoj světe! To jsem já, vlákno %d!
\n
"
,
 
tid
);

 

   
/* Zde je možnost vložit užitečné věci :-) */

 

   
return
 
NULL
;

}

 

int
 
main
(
void
)

{

   
pthread_t
 
threads
[
NUM_THREADS
];

   
int
 
thread_args
[
NUM_THREADS
];

   
int
 
rc
,
 
i
;

 

   
/* vytvoření všech vláken */

   
for
 
(
i
=
0
;
 
i
<
NUM_THREADS
;
 
++
i
)
 
{

      
thread_args
[
i
]
 
=
 
i
;

      
printf
(
"Ve fci main: vytváření vlákna %d
\n
"
,
 
i
);

      
rc
 
=
 
pthread_create
(
&
threads
[
i
],
 
NULL
,
 
TaskCode
,
 
(
void
 
*
)
 
&
thread_args
[
i
]);

      
assert
(
0
 
==
 
rc
);

   
}

 

   
/* čekání na dokončení všech vláken */

   
for
 
(
i
=
0
;
 
i
<
NUM_THREADS
;
 
++
i
)
 
{

      
rc
 
=
 
pthread_join
(
threads
[
i
],
 
NULL
);

      
assert
(
0
 
==
 
rc
);

   
}

 

   
exit
(
EXIT_SUCCESS
);

}

```

Tento program vytváří 5 vláken, každé spouští funkci TaskCode, která vypisuje unikátní číslo daného vlákna do standardního výstupu. Pokud programátor chce, aby vlákna mezi sebou komunikovala, vyžadovalo by to definování globální proměnné a ošetření souběhu.

## POSIX vlákna pro Windows
Windows nativně nepodporuje standard pthreads, proto se projekt Pthreads-w32 snaží poskytnout přenosnou open-source implementaci. S malou nebo žádnou modifikací mohou být také použity Unix programy (které využívají pthreads) do platformy Windows. Poslední verze 2.8.0 je kompatibilní s 64bitovými systémy Windows.
Interix – prostředí dostupné ve Windows Services pro UNIX/Subsystem pro aplikace založené na UNIXu. Balíček poskytuje nativní port pthreads API, tj. nenamapováno na Win32/Win64 API ale vytvořen přímo v operačním systému "syscall" rozhraní.